# 全昌寺 (大垣市)
全昌寺は岐阜県大垣市船町にある曹洞宗の寺院。戸田氏ゆかりの寺院として知られる。西美濃三十三霊場30番札所。

## 歴史
戸田氏鉄の室、大誓院がその叔父の戸田甚五郎(法名、徳翁全昌)の菩提を弔うため、摂津尼崎に建立したのを濫觴とする。戸田氏が大垣藩へ移された際に大垣で新たに創建されたものであり、尼崎の全昌寺は本院にあたる。尼崎全昌寺の住職であった照岩文鏡が大垣全昌寺の開山となり、大垣鷹匠町に創建された。その後、慶安4年(1651年)に現在の船町の地に移転した。元禄元年(1688年)、時の大垣藩主戸田氏定より50俵を与えられている。元禄5年(1692年)、火災により灰燼に帰したが、5世住持の単伝清和の下で中興を果たした。その後も戸田氏の保護の下で東海の禅林として繁栄していたが、明治24年(1891年)の濃尾地震で壊滅的被害を受けた。明治29年(1896年)宗謙和尚が本堂と庫裏を再建した。しかしながら昭和20年(1945年)に大垣空襲によって再び伽藍が焼失してしまった。現在の堂宇はその後再建されたものである。

## 文化財
小原鉄心（大垣藩士）の墓、全昌寺25世鴻雪爪（全昌寺25世）の墓が大垣市の史跡に指定されている。また、兆殿司作の十六羅漢図を所蔵する。

## 関連資料
- 岐阜新聞　2016年11月17日
- 岐阜新聞　1999年7月19日
- 中日新聞　1987年11月4日
- 毎日新聞　1973年5月29日
- 大垣市 『大垣市史』p154-p158 大垣市 1930年2月15日発行